# Mamie Phipps Clark
Mamie Phipps Clark (18 de abril de 1917-11 de agosto de 1983) fue una psicóloga especialista en psicología experimental. Reconocida por sus investigaciones sobre la discriminación y su liderazgo en el campo del feminismo, además de su amplio conocimiento sobre la cultura afrodescendiente.

## Biografía
Mamie Phipps Clark nació el 18 de abril de 1917 en Hot Springs, Arkansas. En el año de 1938 se gradúa como psicóloga en la Universidad Howard.
Entró a estudiar en la Universidad de Columbia, convirtiéndose en la primera alumna negra en un departamento donde todos los alumnos eran blancos. Logró el Doctorado en Psicología en 1943 en dicha universidad, siendo la primera mujer de raza negra en conseguirlo.

## Vida y obra
Mamie Phipps Clark creció en una sociedad donde todavía se observaba aún el mal trato a la mujer, por esta razón decidió liderar y aportar su imagen por la lucha contra las injusticias hacia el género femenino.
En el año de 1940 Mamie Phipps Clark desarrolló junto a su esposo el también psicólogo Kenneth B. Clark el famoso experimento de los muñecos de color negro y blanco, donde se evidenció en los niños el interés por los muñecos de color blanco, que justificaban alegando que los muñecos negros eran “feos”.
Mamie Phipps Clark y su esposo concluyen que posiblemente los niños muestran más interés por los muñecos de color blanco debido a estereotipos que habían aprendido socialmente, y que la discriminación institucional hacia las personas negras, incluyendo la segregación racial en escuelas públicas, contribuían al racismo interiorizado de los niños e influían negativamente en el desarrollo psicológico de los niños negros. Este trabajo fue posteriormente citado en la Corte Suprema de los Estados Unidos durante el Caso Brown contra el Consejo de Educación, en el cual se decidió de forma unánime que la segregación racial pasaría a ser considerada como una violación de la Cláusula sobre Protección Igualitaria de la Decimocuarta Enmienda a la Constitución de los Estados Unidos, acabando con la segregación racial en escuelas públicas en los Estados Unidos.
Su famoso experimento abrió la puerta al debate sobre estos temas y fue llevado al cine por el director Kiri Davis en 2005, en la película titulada Una niña como yo. Éste realizó las mismas pruebas y descubrió que, 50 años después del experimento original, los niños de color seguían eligiendo muñecas blancas. 